# Athous debilis
Athous debilis là một loài bọ cánh cứng trong họ Elateridae. Loài này được Reiche miêu tả khoa học năm 1869.